# Hortensio Vidaurreta García
Hortensio Vidaurreta García (Iguzkitza, 11 de gener de 1928 - Vigo, 28 de febrer de 1984) va ser un ciclista navarrès, que fou professional entre 1946 i 1950. Durant la seva carrera esportiva aconseguí 47 victòries, entre les quals destaca la Volta a Andalusia de 1957, el Campionat Basco-navarrès de muntanya de 1951, 1952 i 1953 o la Clàssica d'Ordízia de 1953 i 1954.
Era un ciclista tot terreny, bo en tota mena de terreny, tant a les pujades com en les arribades a l'esprint. Durant la seva carrera esportiva tingué una forta rivalitat amb el també veí d'Iguzkitza, Jesús Galdeano, el qual començava a destacar quan Vidaurreta ja era un veterà. Entre els dos es disputaren l'hegemonia del ciclisme navarrès de l'època.
Dos dels seus germans, Félix i Miguel, també foren ciclistes professionals.

## Palmarès
- 1948
  - 1r al Gran Premi de Biscaia
- 1949
  - 1r a Renteria (Campeonato de Gipuzkoa)
- 1950
  - 1r al Circuito Estella-Igusquiza
- 1951
  - 1r a Aretxabaleta (Vuelta al Valle de Leniz)
  - 1r al Campionat Basco-navarrès de muntanya
  - 1r al Campionat Basco-navarrès (Altsasu)
  - 1r al Circuit Estella-Igusquiza
- 1952
  - 1r a la Pujada a Arrate
  - 1r al Campionat Basco-navarrès de muntanya
  - Vencedor d'una etapa de la Volta a Castella
- 1953
  - Campió de Navarra
  - 1r al Trofeu Masferrer
  - 1r a Bergara (P.Pentecostes)
  - 1r al Campionat Basco-navarrès de muntanya
  - 1r a la Clàssica d'Ordízia
  - 1r al Circuit de Getxo
  - Vencedor d'una etapa del Gran Premi Ajuntament de Bilbao
- 1954
  - 1r a la Clàssica d'Ordízia
  - Vencedor d'una etapa del Gran Premi de la Bicicleta Eibarresa
  - Vencedor de 2 etapes de la Volta a Aragó
- 1955
  - 1r al Gran Premi de Primavera
- 1956
  - 1r al Campionat Basco-navarrès de muntanya
  - 1r a la Vuelta al Baztan
- 1957
  - 1r a la Volta a Andalusia
  - 1r al Circuit de Getxo
  - Vencedor d'una etapa del Gran Premi de la Bicicleta Eibarresa
- 1958
  - Vencedor de 2 etapes de la Volta a Andalusia
  - Vencedor d'una etapa del Gran Premi de la Bicicleta Eibarresa

### Resultats a la Volta a Espanya
- 1950. Abandona
- 1955. Abandona (5a etapa)
- 1956. Abandona (12a etapa)
- 1957. 32è de la classificació general
- 1958. Abandona (6a etapa)
- 1959. Abandona

### Resultats al Tour de França
- 1952. Fora de control (2a etapa)

### Resultats al Giro d'Itàlia
- 1954. 67è de la classificació general